# Châtres (Aube)
Châtres é uma comuna francesa na região administrativa de Grande Leste, no departamento de Aube. Estende-se por uma área de 15,76 km². Em 2010 a comuna tinha 718 habitantes (densidade: 45,6 hab./km²).